# Ange-Gardien
Ange-Gardien es un municipio de la provincia de Quebec en Canadá. Está ubicado en el municipio regional de condado de Rouville y a su vez, en la región de Montérégie-Est en Montérégie. Hace parte de las circunscripciones electorales de Iberville a nivel provincial y de Shefford a nivel federal.

## Geografía
Ange-Gardien se encuentra ubicada en las coordenadas 45°21′00″N 72°56′00″O / 45.35000, -72.93333. Según Statistics Canada, tiene una superficie total de 89.90 km² y es una de las 1134 localidades en las que está dividido administrativamente el territorio de la provincia de Quebec.

## Demografía
Según el censo de Canadá de 2011, había 2420 personas residiendo en este municipio con una densidad de población de 26,9 hab./km². Los datos del censo mostraron que de las 1987 personas censadas en 2006, en 2011 hubo un aumento poblacional de 433 habitantes (21,8%). El número total de inmuebles particulares resultó de 972 con una densidad de 10,81 inmuebles por km². El número total de viviendas particulares que se encontraban ocupadas por residentes habituales fue de 925.